# 斑馬陳氏介
斑馬陳氏介（学名：Tanella zebra）为細花介科陳氏介屬下的一个种。其种加词“zebra”意为“有斑马状纹样的”。